# Gare de Langres
Gare de Langres vasútállomás Franciaországban, Langres településen.

## Vasútvonalak
Az állomást az alábbi vasútvonalak érintik:
- Párizs–Mulhouse-vasútvonal

## Kapcsolódó állomások
A vasútállomáshoz az alábbi állomások vannak a legközelebb:
- Gare de Culmont - Chalindrey
- Gare de Chaumont